# Ляэне-Вирумаа
Ля́эне-Ви́румаа (эст. Lääne-Virumaa) или Ля́эне-Ви́руский уе́зд (эст. Lääne-Viru maakond, с эст. ― Западная Вирумаа) — один из 15 уездов Эстонии. Административный центр до 1 января 2018 года — город Раквере.

## География
Расположен на северо-востоке страны. С севера омывается водами Финского залива. Граничит с уездами Ида-Вирумаа на востоке, Йыгевамаа на юге и Харьюмаа и Ярвамаа на западе. Южная часть уезда находится в пределах Пандивереской возвышенности. Там располагается обширная карстовая зона, откуда берут начало многие реки. Восточная окраина уезда занимает небольшую часть низменности Алутагузе.
На территории уезда расположены старейший в Эстонии национальный парк Лахемаа и историко-этнографическая деревня Алтья.
Площадь уезда — 3695,21 км², плотность населения — 16,11 чел/км². 

## Муниципалитеты
После административно-территориальной реформы 2017 года уезд включает в себя 8 самоуправлений: 1 город-муниципалитет и 7 волостей.
Город-муниципалитет:
- Раквере

Волости:
- Кадрина
- Раквере
- Винни
- Виру-Нигула
- Хальяла
- Тапа
- Вяйке-Маарья

С 1 января 2018 года уездные управы и, соответственно, должности старейшин уездов в Эстонии упразднены; их обязанности переданы государственным учреждениям и местным самоуправлениям. До этого старейшиной уезда был Эйнар Валльбаум (Einar Vallbaum).

## Населённые пункты
В уезде Ляэне-Вирумаа 404 населённых пункта: 4 города (Кунда, Раквере, Тамсалу, Тапа), 21 посёлок и 379 деревень.

## Население
Для уезда, как и в целом для Эстонии, характерна естественная убыль населения. На 1 января 2006 года в нём проживали 66 464 человек, из них 46,2 % — мужчины и 53,8 % — женщины. Общий коэффициент рождаемости (ОКР) в уезде в 2006 году составил 9,5 ‰, смертности — 13,8 ‰, коэффициент естественной убыли — 4,3 ‰.
На 1 января 2024 года в уезде проживали 59 536 человек. Плотность населения составила 16,77 чел/км².
В отличие от соседнего уезда Ида-Вирумаа, в Ляэне-Вирумаа преобладает эстонское население, но имеется также и значительное русскоязычное и украиноязычное меньшинство. В 2024 году эстонцы составляли 84,85 % населения, русские — 8,32 %, украинцы — 4 %, прочие национальности — 2,83 %, из них:
- белорусы — 220,
- финны — 385,
- латыши — 76,
- литовцы — 64,
- немцы — 55,
- поляки — 45,
- азербайджанцы — 28,
- татары — 23,
- армяне — 19,
- евреи — 11,
- лица с неопределенной национальной принадлежностью — 375 человек.

Число жителей Ляэне-Вирумаа на 1 января каждого года по данным Департамента статистики:
| Год  | 2018   | 2019     | 2020     | 2021     | 2022     | 2023     | 2024     |
| ---- | ------ | -------- | -------- | -------- | -------- | -------- | -------- |
| Чел. | 59 791 | ↘ 59 325 | ↘ 58 862 | ↘ 58 402 | ↗ 58 709 | ↗ 59 608 | ↘ 59 536 |

## Галерея

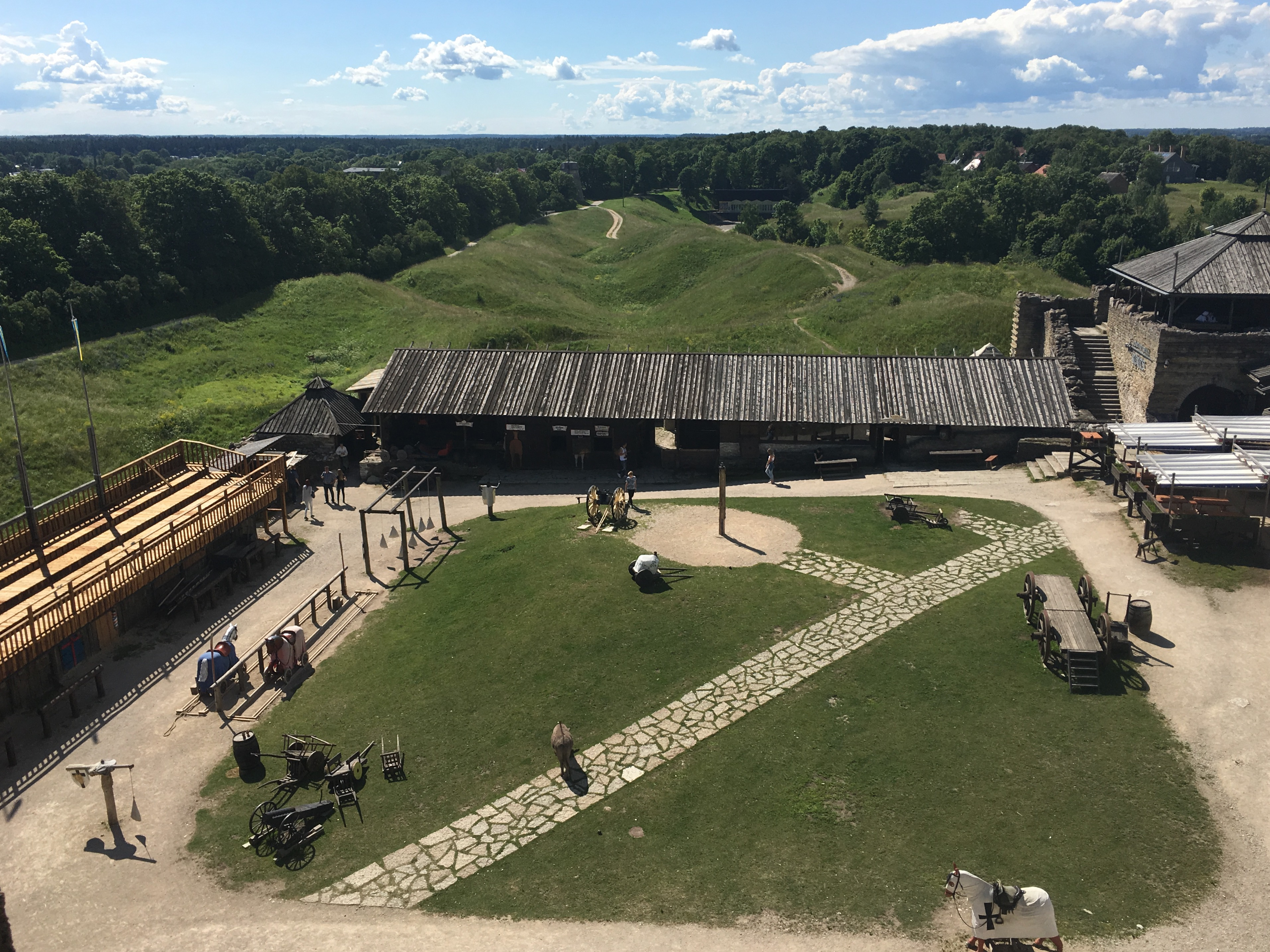
Замок Везенберг
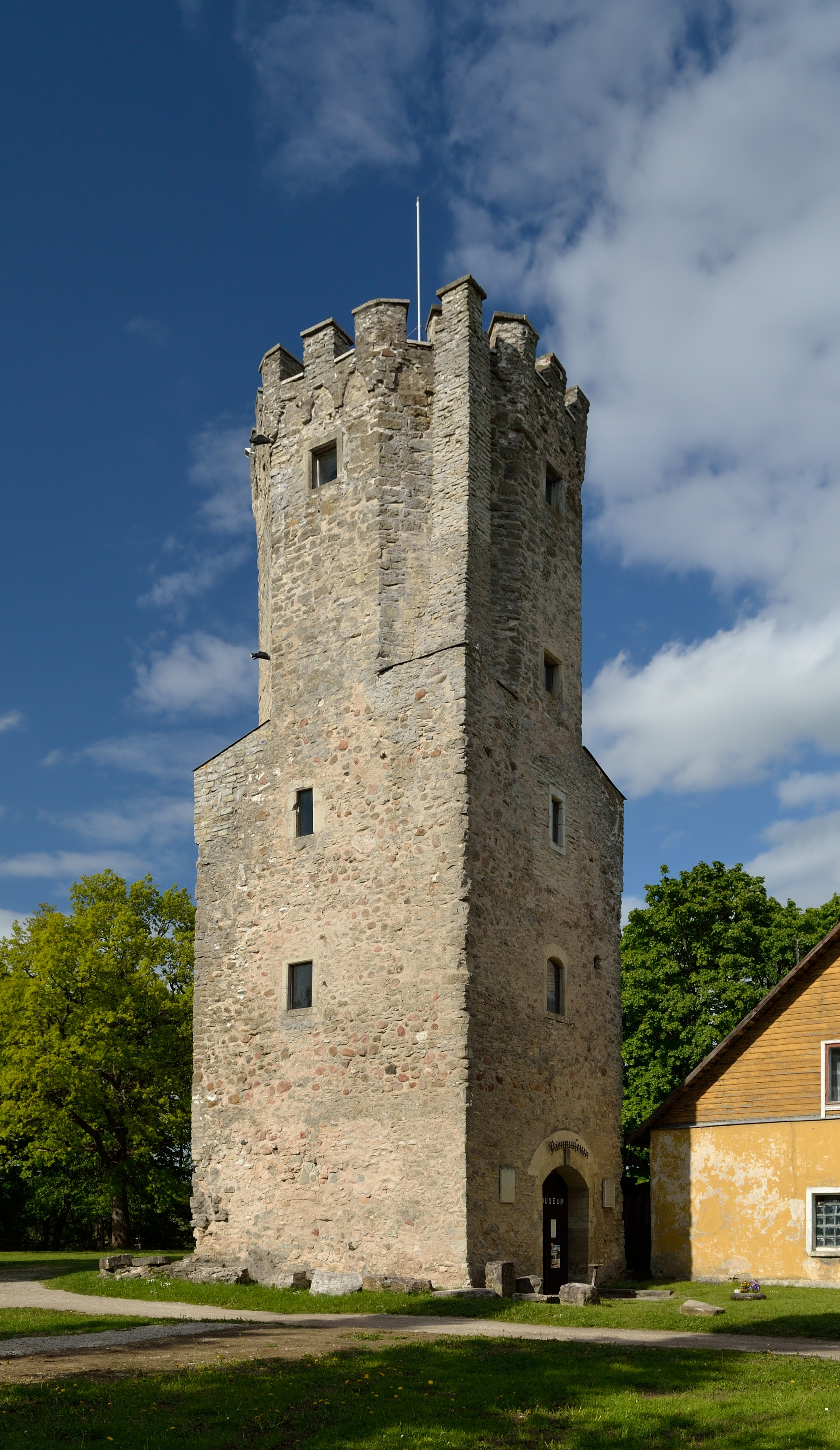
Привратная башня городища Поркуни
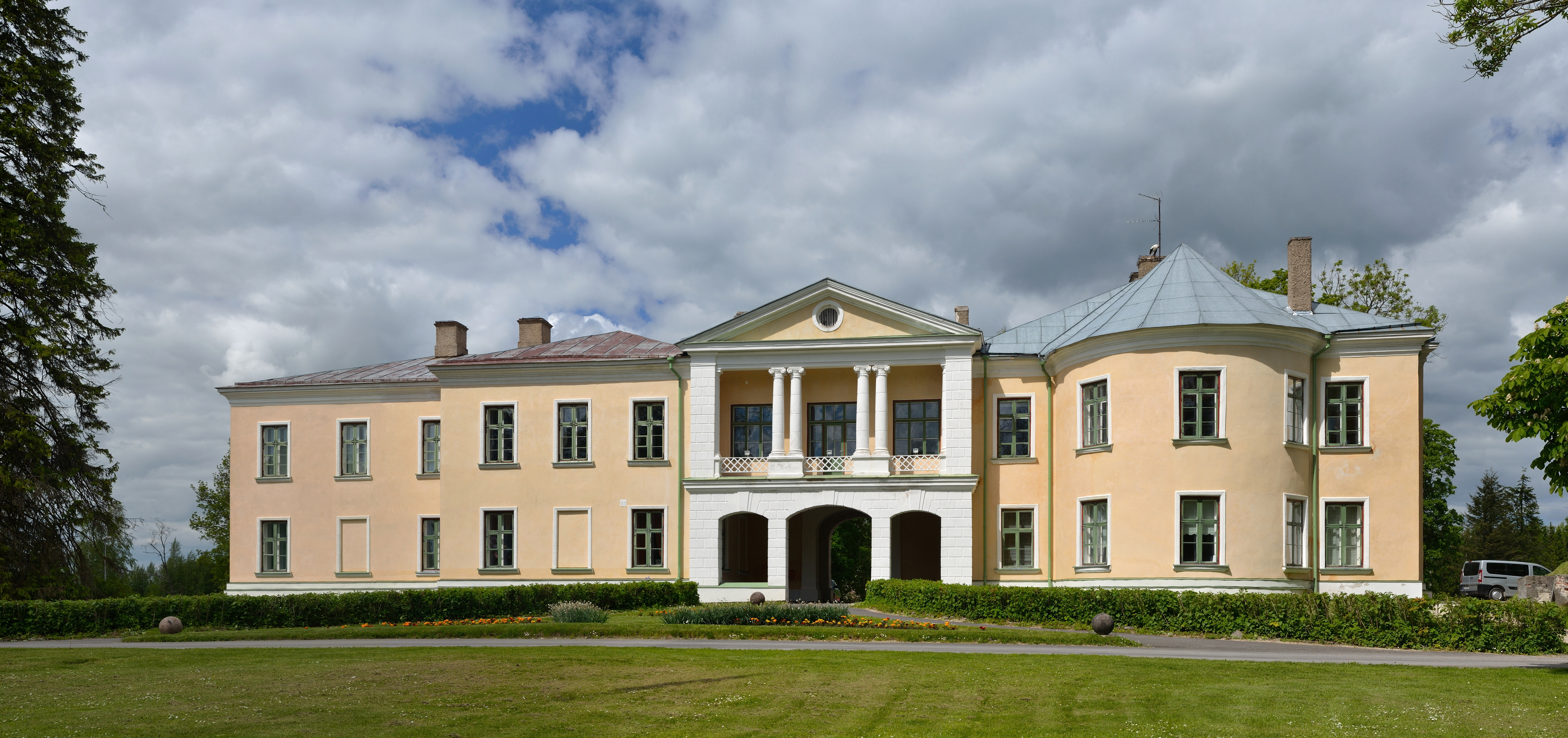
Главное здание мызы Меддерс (Мыдрику)
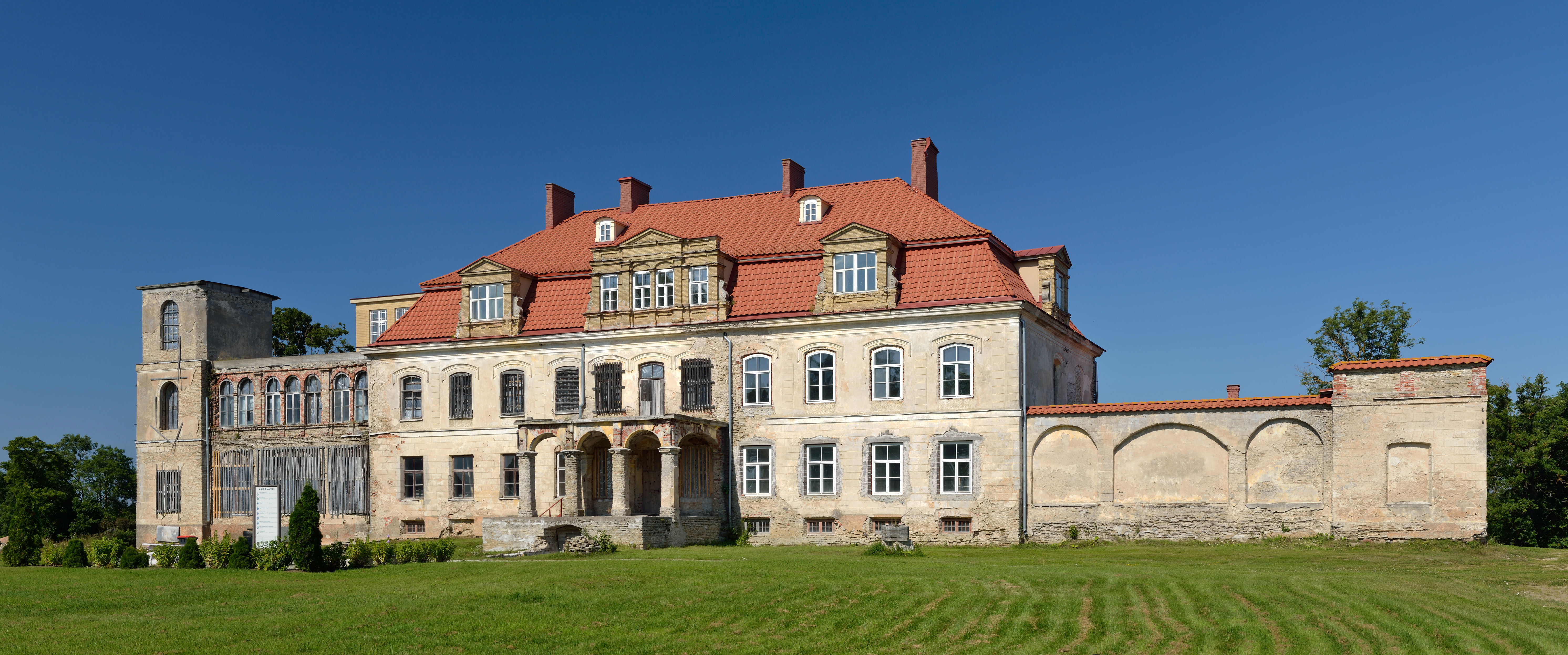
Главное здание мызы Малла
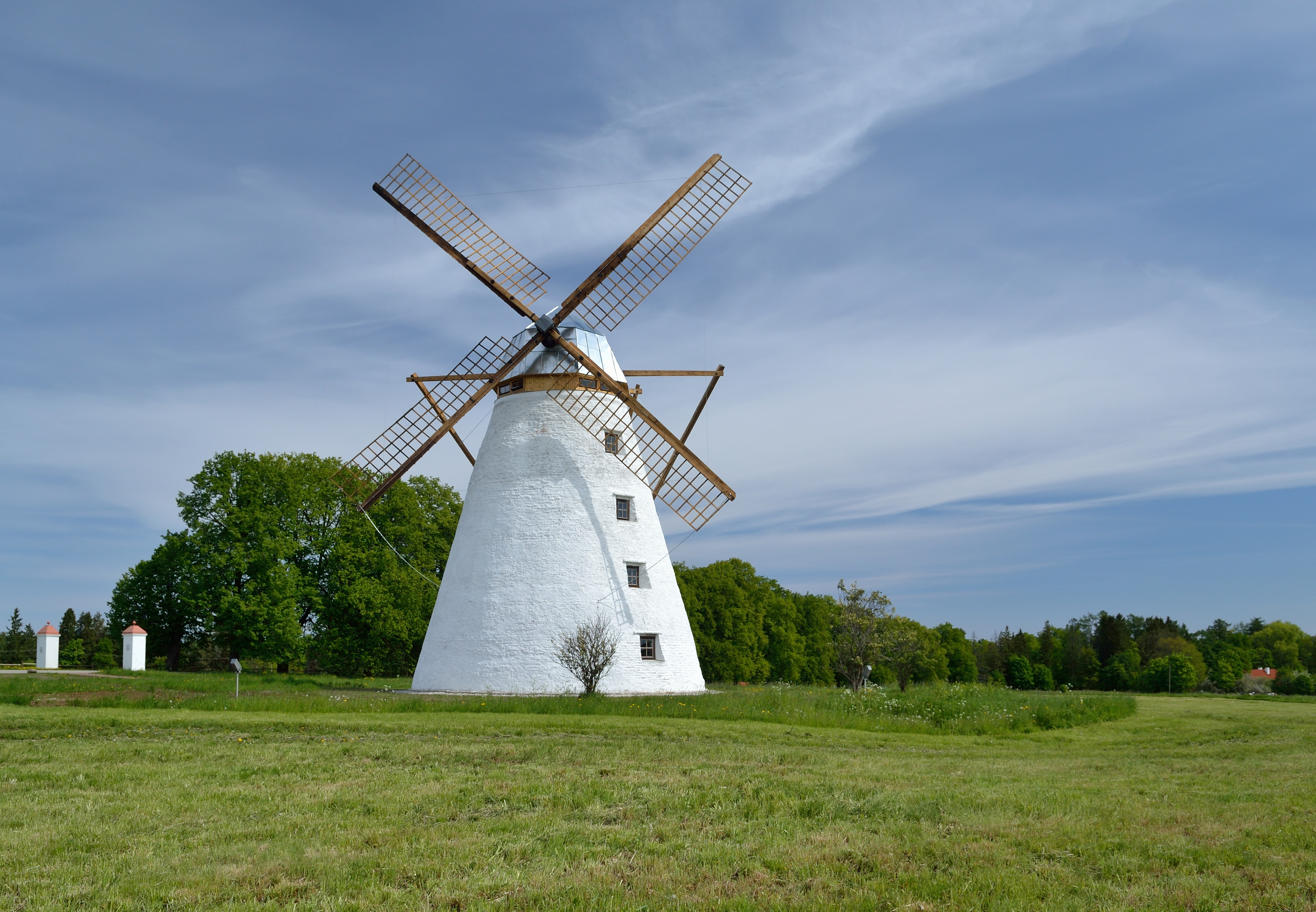
Ветряная мельница мызы Фиоль (Вихула)
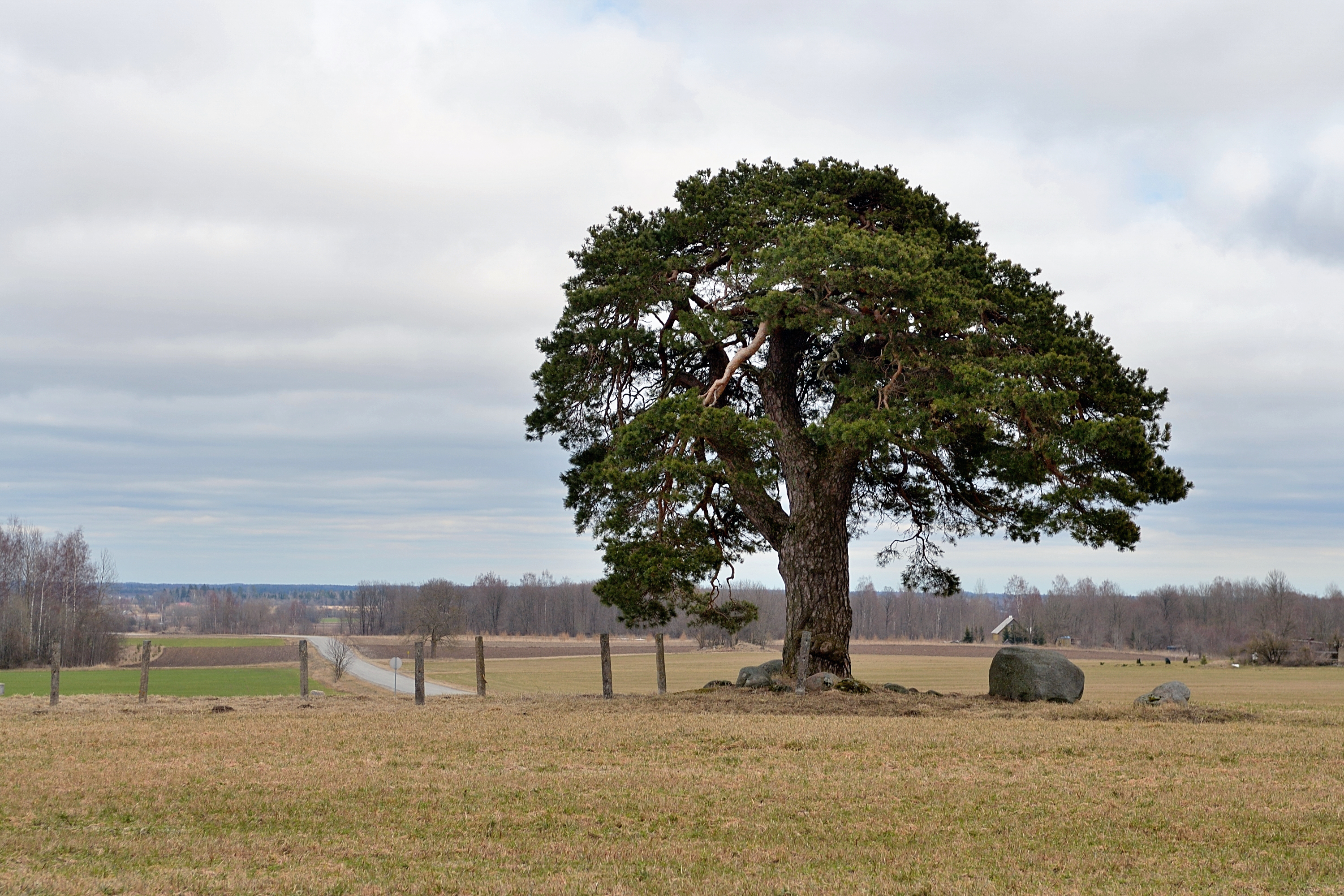
Сосна Лаэквере
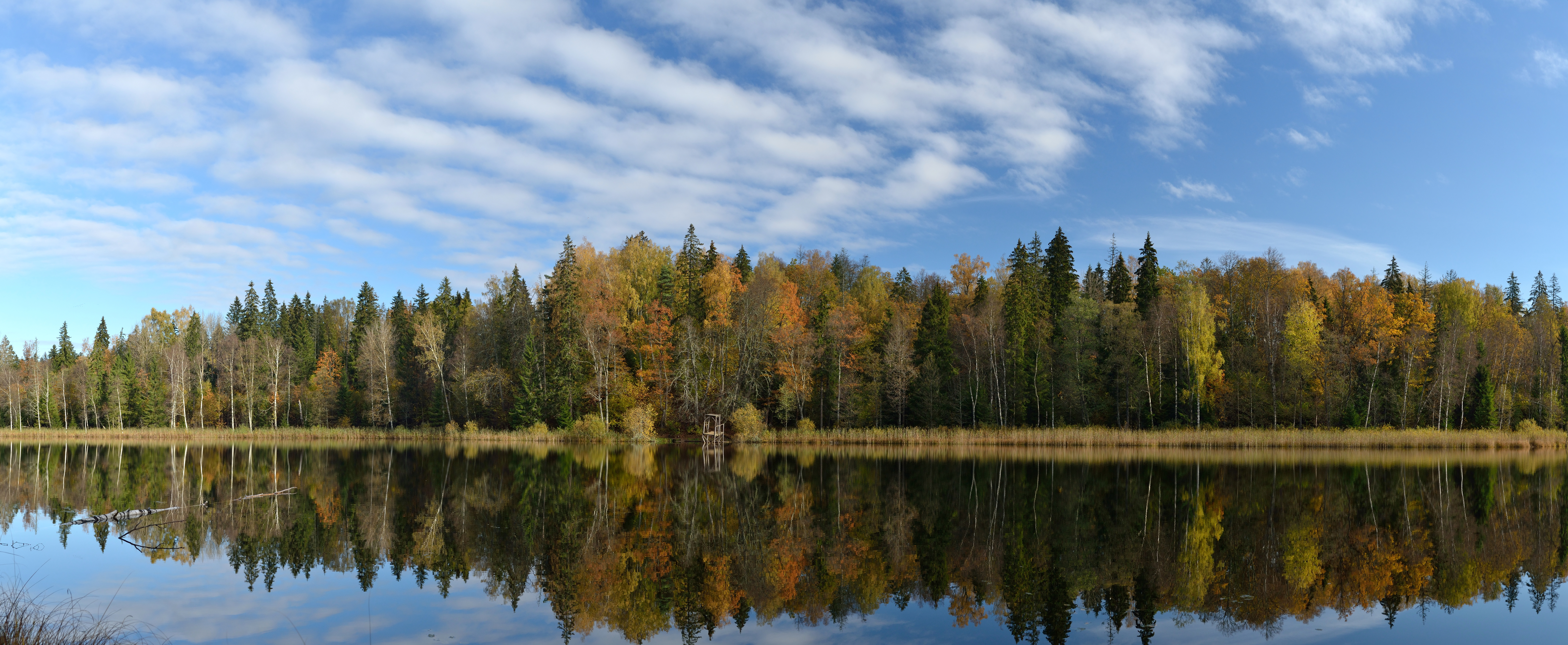
Озеро Неэрути Тагаярв
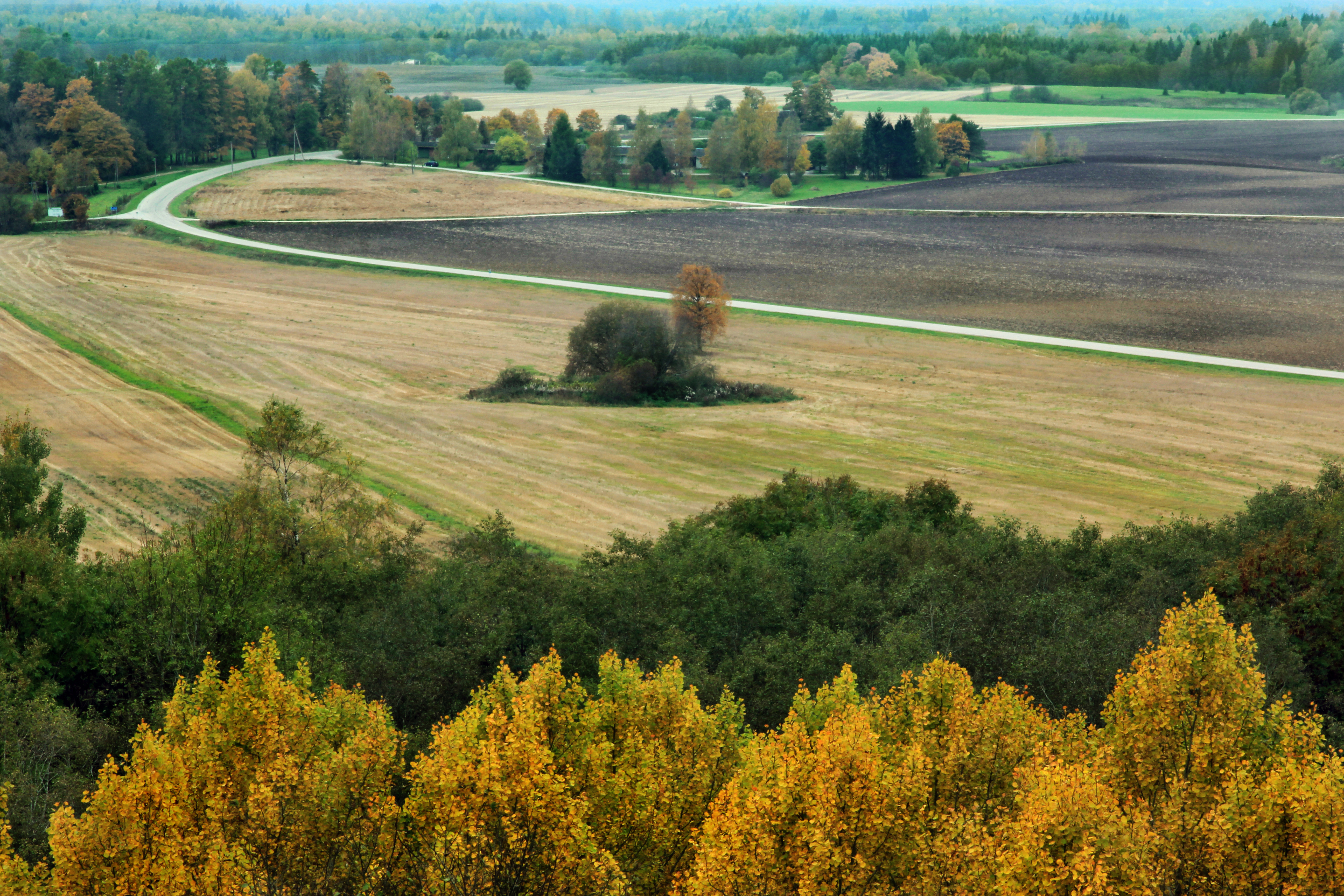
Вид со смотровой башни Эмумяги